# Tiếng Tokunoshima
Tiếng Tokunoshima hay Tiếng Toku-No-Shima (徳之島語 Đức Chi đảo Ngữ，Tiếng Lưu: 徳之島口 Đức Chi đảo khẩu/トゥクヌシマグチ Thukunusimaguchi hay 島口(シマグチShimaguchi/ シマユミィタShimayumiita) ), là một cụm phương ngữ nói trên đảo Tokunoshima, tỉnh Kagoshima miền tây nam Nhật Bản. Đây là một phần nhóm ngôn ngữ Amami–Okinawa, trong ngữ hệ Nhật Bản.

## Phương ngữ
Okamura (2007) chia tiếng Tokunoshima ra làm hai: Kametsu–Amagi ở mạn bắc và Isen ở mạn nam. Kametsu là trung tâm văn hóa truyền thống trên đảo. Nó là nơi lan tỏa từ vựng mới, một số lan tới tận Amagi và Isen. Phương ngôn Isen được người nói cho là nguyên thủy hơn.